# Cerodontha atrata
Cerodontha atrata är en tvåvingeart som beskrevs av Zlobin 1986. Cerodontha atrata ingår i släktet Cerodontha och familjen minerarflugor. Inga underarter finns listade i Catalogue of Life.